# كاميرون جيلمان
كاميرون روث جيلمان (بالإنجليزية: Cameron Roth Gellman)‏، ولد في 10 أكتوبر 1998 في كلايتون، ميزوري، و هو ممثل أمريكي. معروف بدوره باسم ريك تايلر / حورمان في سلسلة عالم دي سي ستار جيرل (2020–2022).

## روابط خارجية
- كاميرون جيلمان على موقع IMDb (الإنجليزية)
- كاميرون جيلمان على موقع روتن توميتوز (الإنجليزية)
- كاميرون جيلمان على موقع ألو سيني (الفرنسية)
- كاميرون جيلمان على موقع قاعدة بيانات الفيلم (الإنجليزية)